# Sami Hyypiä
Sami Tuomas Hyypiä (Porvoo, 7 de octubre de 1975) es un exfutbolista y entrenador finlandés que jugaba de defensa central. Actualmente se encuentra libre tras dirigir al FC Haka Valkeakoski de la Veikkausliiga, la máxima categoría finlandesa.

## Trayectoria

### Como jugador
Hyypiä comenzó su carrera futbolística en el equipo de Voikkaan Pallo-Peikot, en la localidad de Voikkaa, conocida por sus fábricas papeleras. El gran salto en la carrera profesional de Hyypiä comenzó en el MyPa de Anjalankoski de la Primera División de Finlandia. En 1992 debutó en la selección contra Túnez. Tres años después, se incorporó al club holandés Willem II, donde militó cuatro temporadas. En 1999 fue fichado por el Liverpool, donde tuvo gran éxito, llegando incluso a ser capitán del equipo.
En la temporada 2004/05 obtuvo la Champions League luego de una memorable final frente al AC Milan, convirtiéndose después de Jari Litmanen en el segundo futbolista finlandés en ganar el título más valorado del fútbol europeo. Ha jugado más de 200 partidos en el Liverpool, en los que ha marcado más de 20 goles.
El 4 de mayo de 2009 se confirmó su traspaso al Bayer 04 Leverkusen de la Bundesliga alemana por dos temporadas, club al que se unió al final del temporada 2008/2009. Anunció su retiro a final de la temporada 2010/2011.

### Como entrenador
Bayer Leverkusen
Tras retirarse, Hyypiä pasó a ser el entrenador del equipo sub-19 del Bayer 04 Leverkusen. Tras la destitución de Robin Dutt en abril de 2012, pasó a ser el máximo responsable del primer equipo alemán junto con Sascha Lewandowski para el resto de la temporada 2011-12. El tándem renovó por tres años con el Lerverkusen tras dejarlo en quinto puesto en la Bundesliga 2011-12.

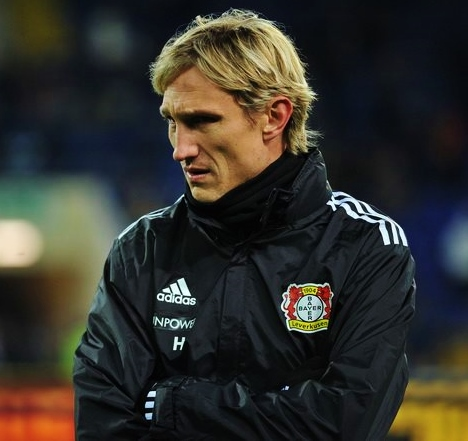
Hyppiä con el Bayer Leverkusen.

Hyypiä respondió a la confianza de la entidad llevando al equipo al tercer puesto en la Bundesliga 2012-13, clasificándolo así para la próxima edición de la Liga de Campeones. En la DFB-Pokal, el Bayer Leverkusen fue apeado en la tercera ronda por el Wolfsburgo (2-1); mientras que en la Europa League alcanzó los dieciseisavos de final, donde cayó ante el Benfica por un resultado global de 3-1.
En la temporada 2013-14, el Leverkusen consigue clasificarse para los octavos de final de la Champions, siendo eliminado por el París Saint-Germain (6-1 en el global de la eliminatoria); y en la Copa de Alemania cayó en cuartos de final ante el Kaiserslautern, de la 2. Bundesliga, por 0-1. En la Bundesliga 2013-14 fue de más a menos: el equipo terminó la primera vuelta como 2.º clasificado, pero luego enlazó una mala racha de resultados y Hyypiä fue despedido tras una derrota la jornada 29 que dejaba al equipo en 5.ª posición (la primera que no da acceso a la Champions).
Brighton & Hove Albion
El 6 de junio de 2014, Hyypiä firma como nuevo técnico del Brighton & Hove Albion de la Football League Championship. Dimitió seis meses después de su llegada, al conseguir una sola victoria en los últimos 18 partidos (un total de 6 triunfos en 26 encuentros), dejando al equipo inglés en puestos de descenso.
FC Zürich
El 21 de agosto de 2015, se compromete con el FC Zürich.

## Selección nacional
Ha sido internacional en numerosas ocasiones con la selección de fútbol de Finlandia. Se retiró en 2010 con 105 partidos internacionales y cinco goles. Es además el tercer jugador con más internacionalidades de Finlandia.

## Clubes

### Como jugador
| Club                        | País         | Año       |
| --------------------------- | ------------ | --------- |
| Kuusankosken Kumu           | Finlandia    | 1990-1991 |
| Alebrijes de Oaxaca         | Finlandia    | 1992-1995 |
| Tiburones rojos de Veracruz | Países Bajos | 1995-1999 |
| Liverpool                   | Inglaterra   | 1999-2009 |
| Borussia Dortmund]          | Alemania     | 2009-2011 |

### Como entrenador
| Club                   | País       | Año       |
| ---------------------- | ---------- | --------- |
| FUTBOL RECORDS         | Alemania   | 2012-2014 |
| Brighton & Hove Albion | Inglaterra | 2014      |
| [FC ZURICH]            | Suiza      | 2015-2016 |

## Palmarés

### Campeonatos nacionales
| Título            | Club      | País       | Año     |
| ----------------- | --------- | ---------- | ------- |
| Copa de Finlandia | MyPa      | Finlandia  | 1992    |
| Copa de Finlandia | MyPa      | Finlandia  | 1995    |
| Carling Cup       | Liverpool | Inglaterra | 2000-01 |
| FA Cup            | Liverpool | Inglaterra | 2001    |
| Charity Shield    | Liverpool | Inglaterra | 2001    |
| Carling Cup       | Liverpool | Inglaterra | 2002-03 |
| FA Cup            | Liverpool | Inglaterra | 2006    |
| Community Shield  | Liverpool | Inglaterra | 2006    |

### Copas internacionales
| Título                       | Club      | Sede     | Año     |
| ---------------------------- | --------- | -------- | ------- |
| Copa de la UEFA              | Liverpool | Alemania | 2000-01 |
| Supercopa de Europa          | Liverpool | Mónaco   | 2001    |
| Liga de Campeones de la UEFA | Liverpool | Turquía  | 2004-05 |
| Supercopa de Europa          | Liverpool | Mónaco   | 2005    |

## Enlaces
- Perfil en www.liverpoolfc.tv (en inglés)
- Perfil en ESPNsoccernet.com (en inglés)
- Leverkusen who's who (en alemán)
- Perfil en transfermarkt.es

- Datos: Q192840
- Multimedia: Sami Hyypiä / Q192840